# Дукачик фіялковий
Дукачик фіялковий (Lycaena alciphron) — вид денних метеликів родини синявцевих (Lycaenidae).

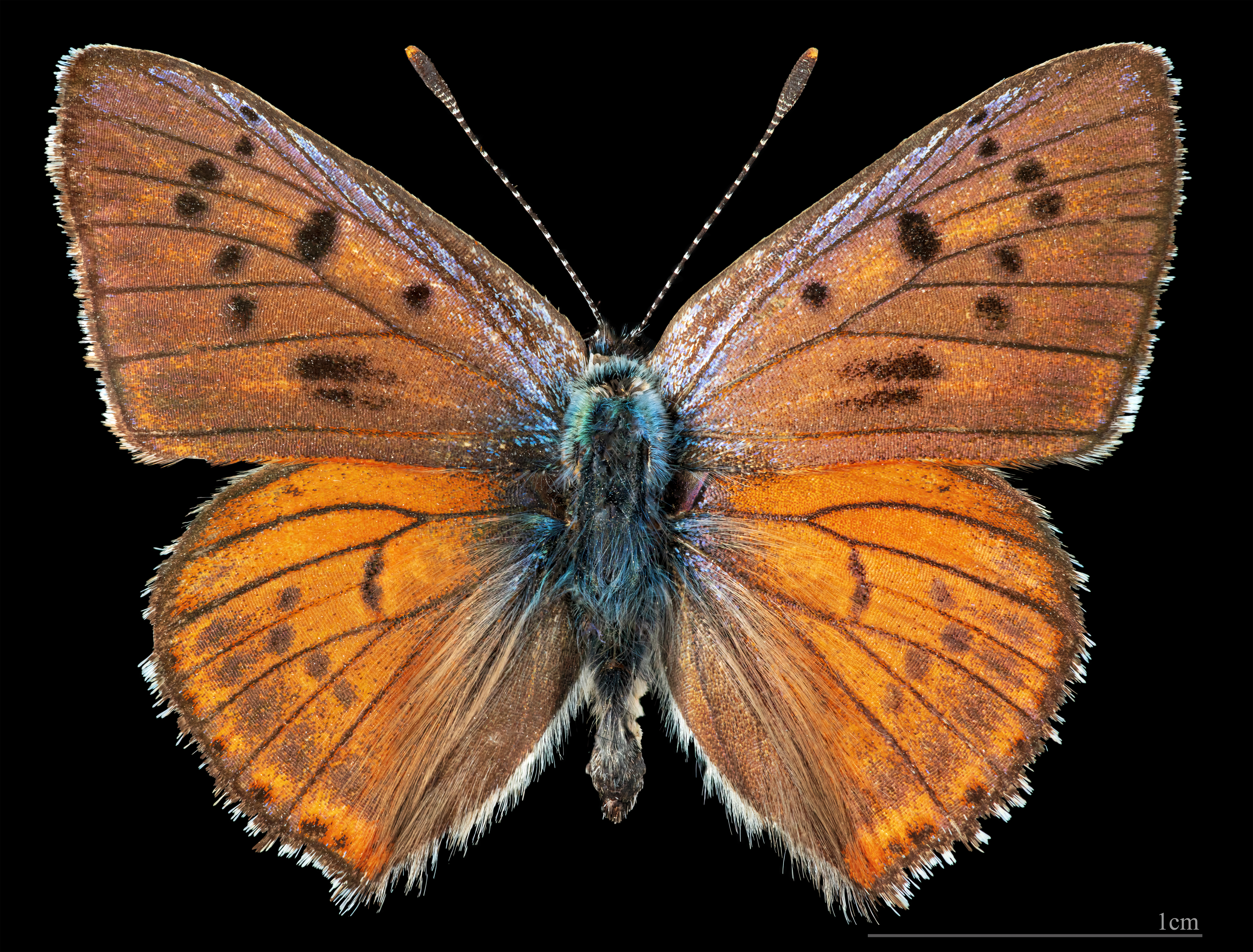
Lycaena alciphron
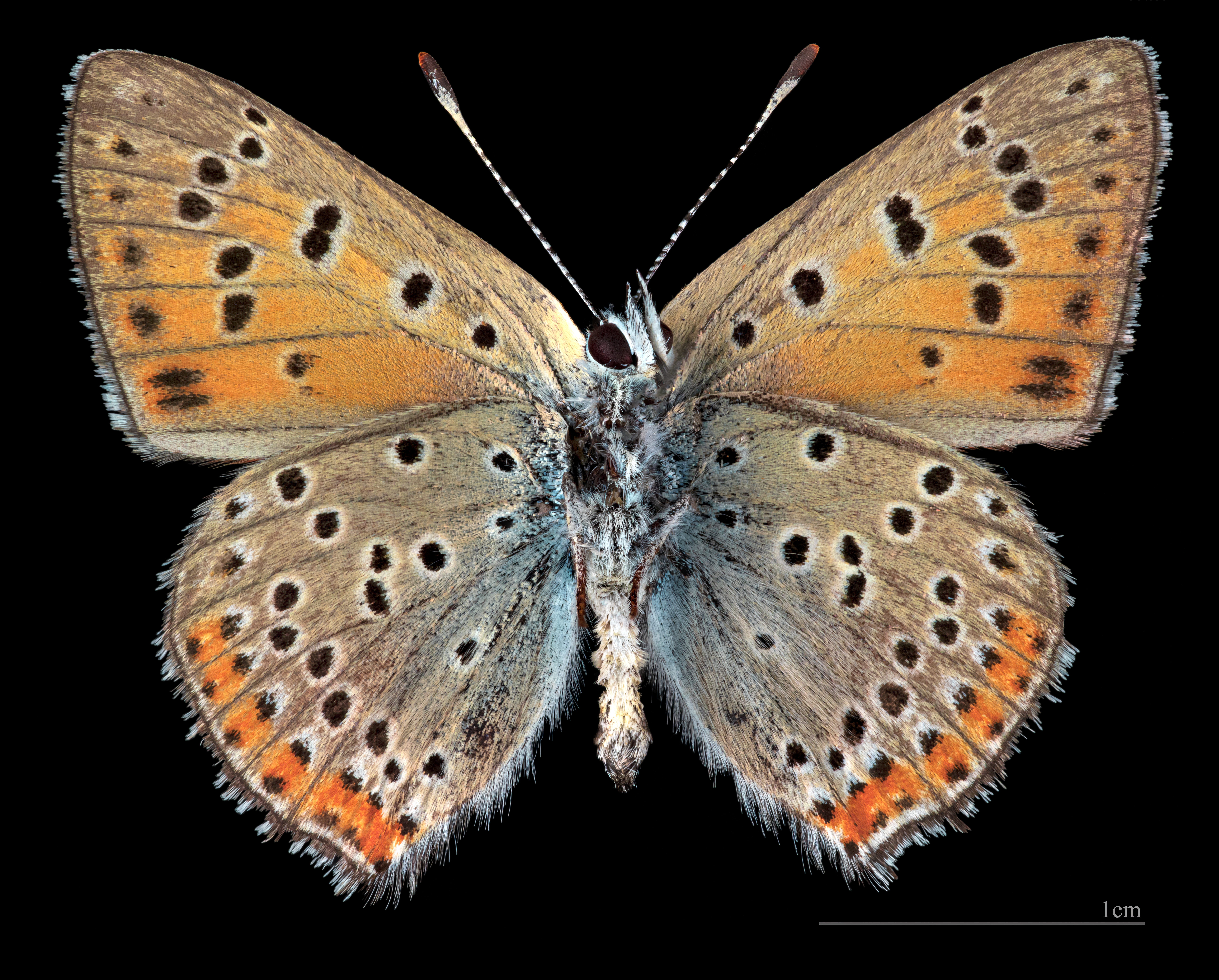
Lycaena alciphron

## Назва
Вид названий на честь давньогрецького ритора Алкіфрона.

## Поширення
Вид поширений майже по всій Європі, у Марокко, Туреччині, Ірані, на Кавказі, у Середній Азії та Монголії. В Україні досить поширений у лісовій та лісостеповій зонах, у степовій зоні локальний, відсутній у Криму та на високогір'ї Карпат.

## Спосіб життя
Метелики літають з травня по серпень. Трапляються на вологих луках, узліссях, галявинах, вздовж доріг. Самці територіальні і захищають свою ділянку від конкурентів. Самиці відкладають яйця поштучно на стебла або нижню сторону листя щавлю або гірчака — кормових рослин гусениць. Зимує гусениця. Заляльковується на землі в пухкому коконі з шовку.